# 이트카 치반차로바
이트카 차데크 치반차로바(체코어: Jitka Čadek Čvančarová, 1978년 3월 23일 ~ )는 체코의 배우, 가수이다.

## 출연 작품
- 페인티드 버드 (2019)
- 후즈 어프레이드 오브 더 울프 (2008)
- 나쁜 여자 길들이기 (2007)